# Nuraghe Istradèris
Il Nuraghe Istradèris (altrimenti detto Nuraghe Giolzìa) è un nuraghe ubicato nella omonima località ricadente nell'ambito territoriale del Comune di Cuglieri, posto a una quota (sommitale) pari a 1 025 metri sul livello del mare.
Esso risulta «addossato agli spuntoni rocciosi e composto da una torretta circolare e da un braccio murario delimitante un piccolo cortile o un semplice riparo».
L'aspetto peculiare del Nuraghe Istradèris è che costituisce con tutta probabilità l'edificio nuragico collocato alla quota più elevata fra tutti quelli ricadenti nella Provincia di Oristano; e certamente uno dei pochi esistenti in Sardegna ubicato ad oltre 1 000 metri s.l.m. Secondo Alessandro Usai, « [...] il Montiferru fa eccezione al quadro generale delle montagne sarde, caratterizzate dall'assenza di strutture nuragiche nella fascia sommitale; [...] ad esso si possono accostare solo la Punta Senalonga di Alà dei Sardi e il Monte Santa Vittoria di Esterzili, dove si trovano complessi di carattere sacro a circa 1000-1200 metri di quota».
La proprietà è riconducibile al demanio civico del Comune di Cuglieri, che ne esercita la gestione quale ente esponenziale rappresentativo dei diritti e degli interessi dei cittadini residenti a Cuglieri, titolari dei diritti di uso civico. L'area su cui insiste, pari ad oltre 48 ettari aventi la medesima proprietà, risulta altresì ricompresa all'interno del compendio forestale denominato «Pabarile» gestito dall'agenzia regionale Fo.Re.S.T.A.S.
La sua collocazione nell'ambito del territorio di Cuglieri, e dunque non di Santu Lussurgiu come invece erroneamente ritenuto da più parti, viene anche data per pacifica da Pietro Pes, come si evince dal tenore letterale del seguente passo:
Al contrario, la diversa collocazione proposta da Alessandro Usai (che non menziona al riguardo alcuna fonte originale), appare piuttosto evidenziare un bias indotto dall'unica fonte indiretta cui si affida; questa, infatti, postula erroneamente che «Sa rocca 'e Zurzia» (rectius Nuraghe Istradèris) risulti genericamente ricompresa tra i fogli di mappa 35 e 59 del Catasto Terreni relativo al Comune di Santu Lussurgiu. Ma tale affermazione è palesemente mendace, risultando invece il Nuraghe Istradèris inoppugnabilmente ricompreso nella particella 139 del foglio di mappa 41 relativo al Comune di Cuglieri. Peraltro, anche la cartografia riprodotta in appendice alla medesima fonte risulta assolutamente non pertinente se non addirittura fuorviante, poichè rappresenta ─ all'interno di una cornice di territorio che non ricomprende affatto il nuraghe in questione (e che ricade solo in minima parte in agro di Santu Lussurgiu) ─ la mera dicitura «Strada vic.le Zorzia».
L'erroneo inserimento nel repertorio dei beni paesaggistici ex art. 143 relativo al Comune di Santu Lussurgiu, con conseguente propagazione del medesimo bias su numerose altre fonti derivate, si evince peraltro in maniera assolutamente inequivoca dalla consultazione sistematica del Sistema Informativo Territoriale della Regione Autonoma della Sardegna (SIT) e del Repertorio dei beni paesaggistici tipizzati e individuati dal Piano Paesaggistico Regionale (PPR) – Primo ambito omogeneo – approvato con Deliberazione della Giunta Regionale 36/7 del 5 settembre 2006, ove il nuraghe identificato dal Codice 6950, Progressivo 32 (ID della feature 5292) risulta associato alle coordinate Gauss Boaga X (Est): 1.466.500 Y (Nord): 4.444.122. Ebbene, tali coordinate non corrispondono affatto alla reale collocazione geografica del Nuraghe Istradèris, bensì ricadono su un diverso punto del rocciaio (privo di qualsiasi interesse o rilevanza) distante circa 21 metri in direzione Est-Sud-Est. e in ogni caso ubicato anch'esso in agro di Cuglieri. Il SIT, ad ulteriore riprova dell'esistenza del bias anzidetto, indica quale propria fonte di riferimento un non meglio precisato rilevamento asseritamente eseguito da Alessandro Usai in data 2 novembre 2005.

## Galleria d'immagini

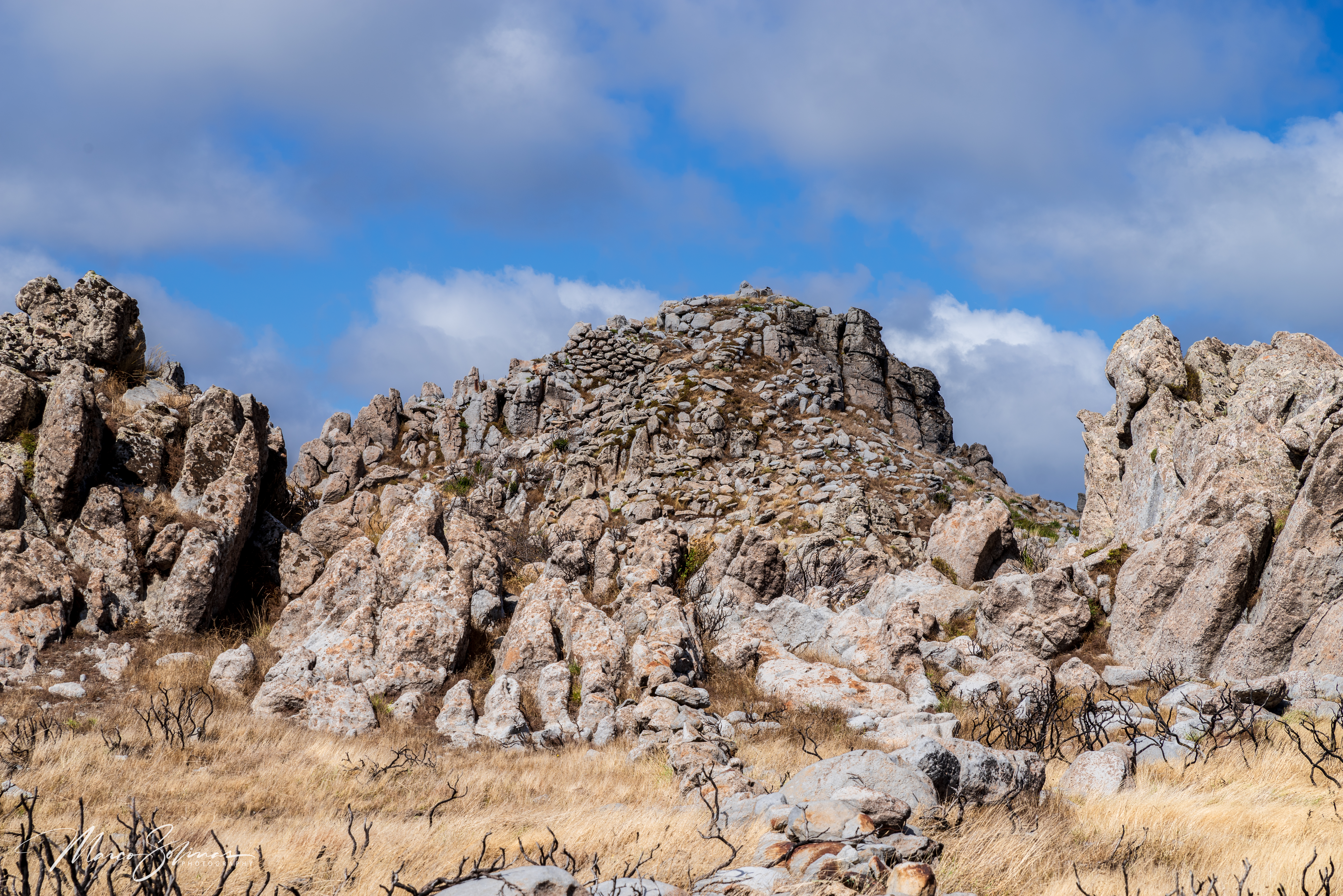
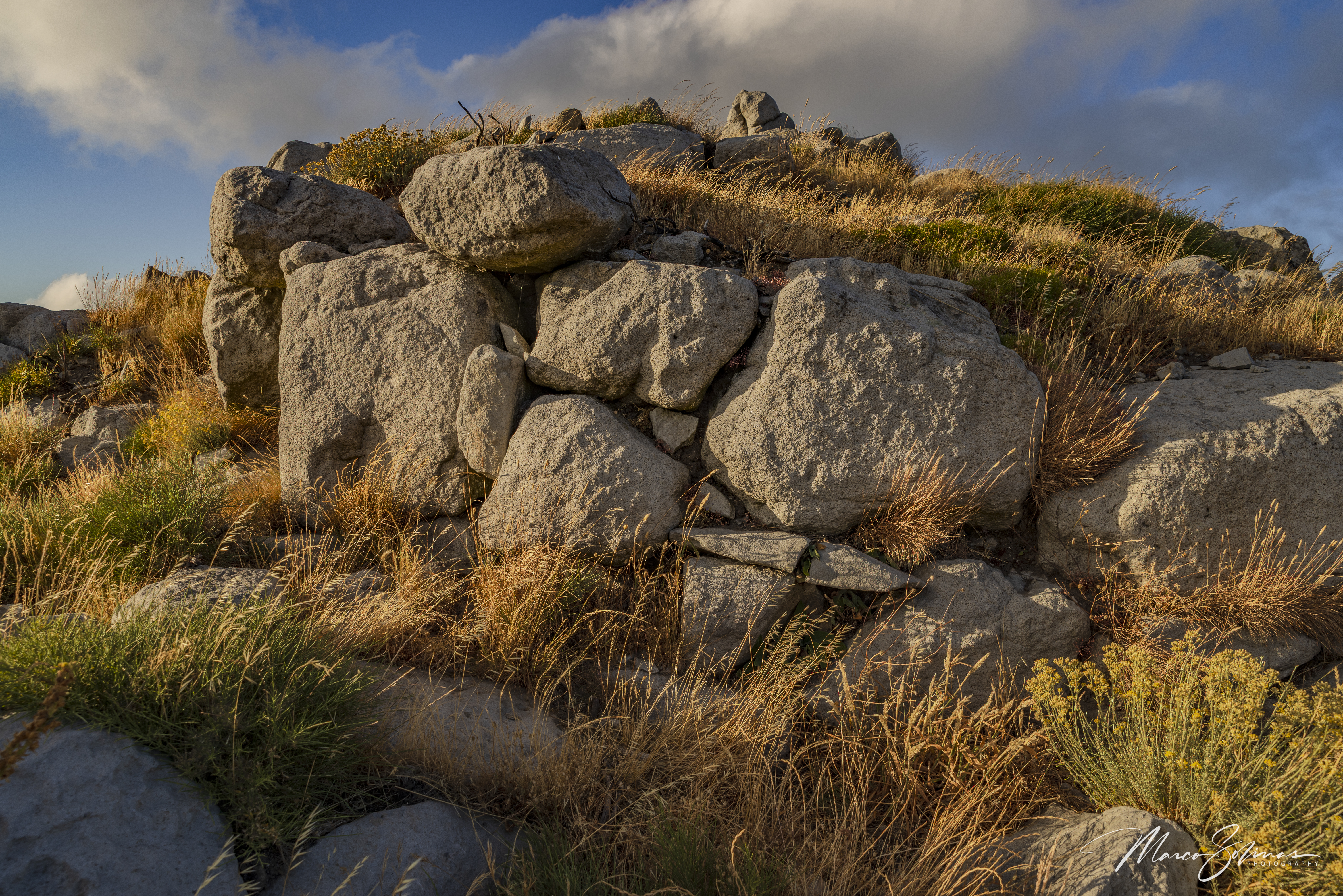